# حسین‌آباد (علی‌آباد، تفت)
حسین‌آباد یا مزرعه خان روستایی در دهستان علی‌آباد بخش مرکزی شهرستان تفت استان یزد ایران است.

## جمعیت
بر پایه سرشماری عمومی نفوس و مسکن در سال ۱۳۹۵ جمعیت این روستا ۳۳ نفر (۱۶خانوار) بوده‌است.